# Jared Leto
Jared Joseph Leto (/ˈlɛtoʊ/; n. 26 decembrie 1971, Parohia Bossier, Louisiana, SUA) este un actor american, cantautor, regizor, producător și, ocazional, model. După ce și-a început cariera cu apariții televizate în anii '90, Leto a devenit recunoscut pentru rolul său ca Jordan Catalano în serialul My So-Called Life (1994). Și-a făcut debutul cinematografic în film în How to Make an American Quilt (1995) și a fost lăudat pentru interpretarea sa din Prefontaine (1997). Leto a jucat roluri secundare în The Thin Red Line (1998), Fight Club (1999) și American Psycho (2000), precum și rolul principal în Urban Legend (1998), dobândind aprecierea criticilor după ce l-a interpretat pe dependentul de heroină, Harry Goldfarb, din Requiem for a Dream (2000). Ulterior, el a început să se axeze din ce în ce mai mult pe cariera sa muzicală, întorcându-se la actorie cu filme precum Panic Room (2002), Alexander (2004), Lord Of War (2005), Lonely Hearts (2006), Chapter 27 (2008) și Mr. Nobody (2009). În 2012, el a regizat filmul-documentar Artifact. În 2016, l-a interpretat pe Joker în Suicide Squad.
Interpretarea transsexualului Rayon în filmul Dallas Buyers Club (2013) i-a adus lui Jared un Premiu Oscar, un Glob de Aur și un premiu Screen Actors Guild (SAG Awards) pentru Cel mai bun actor în rol secundar. Leto este considerat un method actor, fiind recunoscut pentru devotamentul și pregătirea temeinică pentru rolurile sale. El deseori rămâne în întregime în pielea personajului pe durata turnării peliculei, chiar și până în punctul în care riscă să-i fie afectată sănătatea. Este de asemenea cunoscut pentru faptul că își alege cu grijă rolurile din filme.
Jared Leto este vocalistul, chitaristul și principalul compozitor al formației Thirty Seconds to Mars, o trupă pe care a format-o în 1998 în Los Angeles, California, împreună cu fratele său mai mare, Shannon Leto. Albumul lor de debut, 30 Seconds to Mars, a fost lansat în 2002, primind recenzii pozitive, dar cunoscând numai un succes temporar. Trupa a dobândit faima mondială odată cu lansarea celui de-al doilea album, A Beautiful Lie (2005). Următoarele lor lansări, This Is War (2009) și Love, Lust, Faith + Dreams (2013) au avut parte, la rândul lor, de succes comercial, precum și din partea criticilor. Începând cu septembrie 2014, trupa a vândut peste 15 milioane de copii în lume. Leto a regizat, de asemenea, videoclipuri muzicale, incluzând câștigătoarele Premiului MTV Music Award, The Kill (2006), Kings and Queens (2009) și Up in the Air (2013).

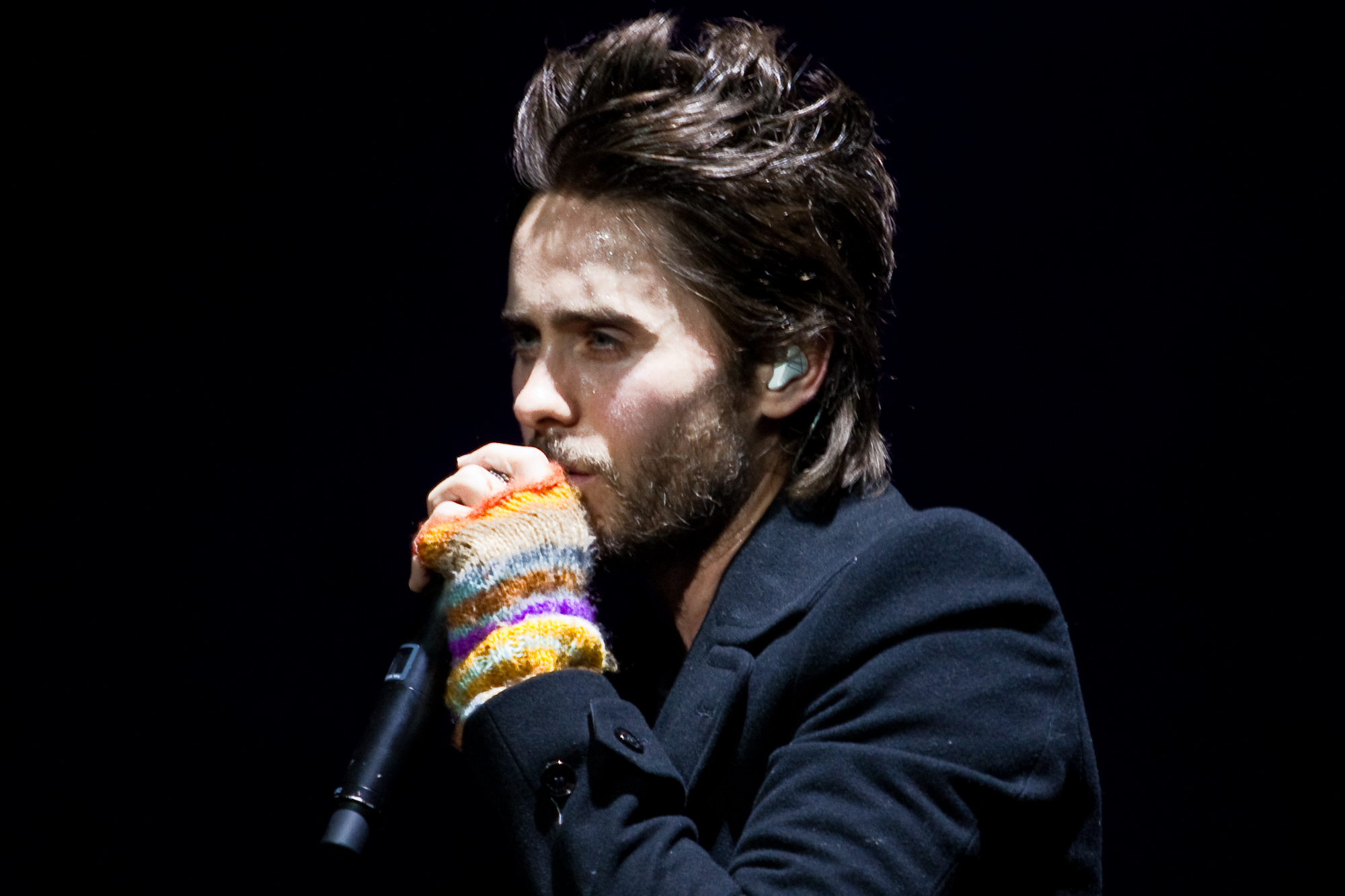
Jared Leto în timpul unui concert al trupei Thirty Seconds to Mars, 2009

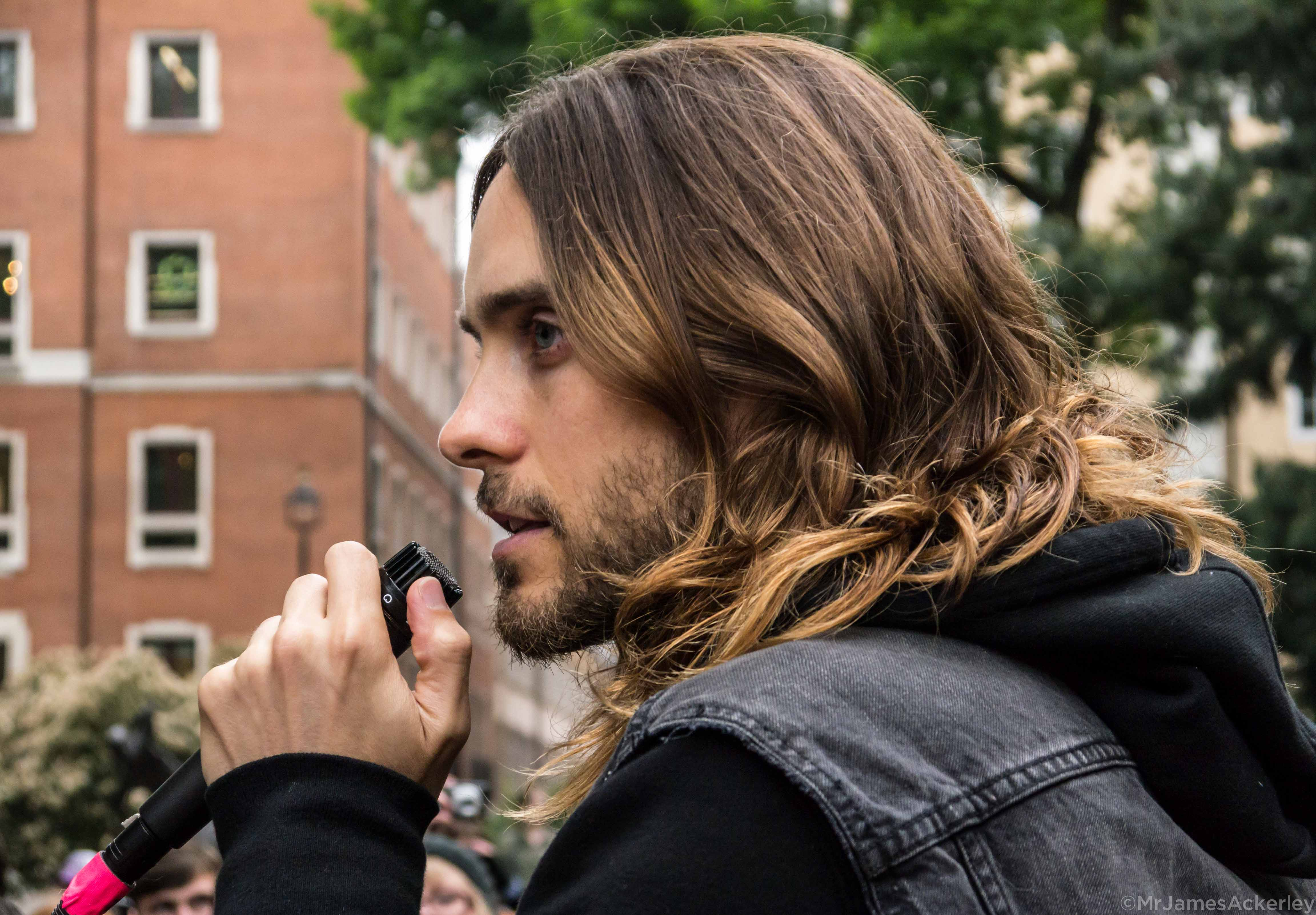
Jared Leto în Soho Square Gardens, Londra, 2013

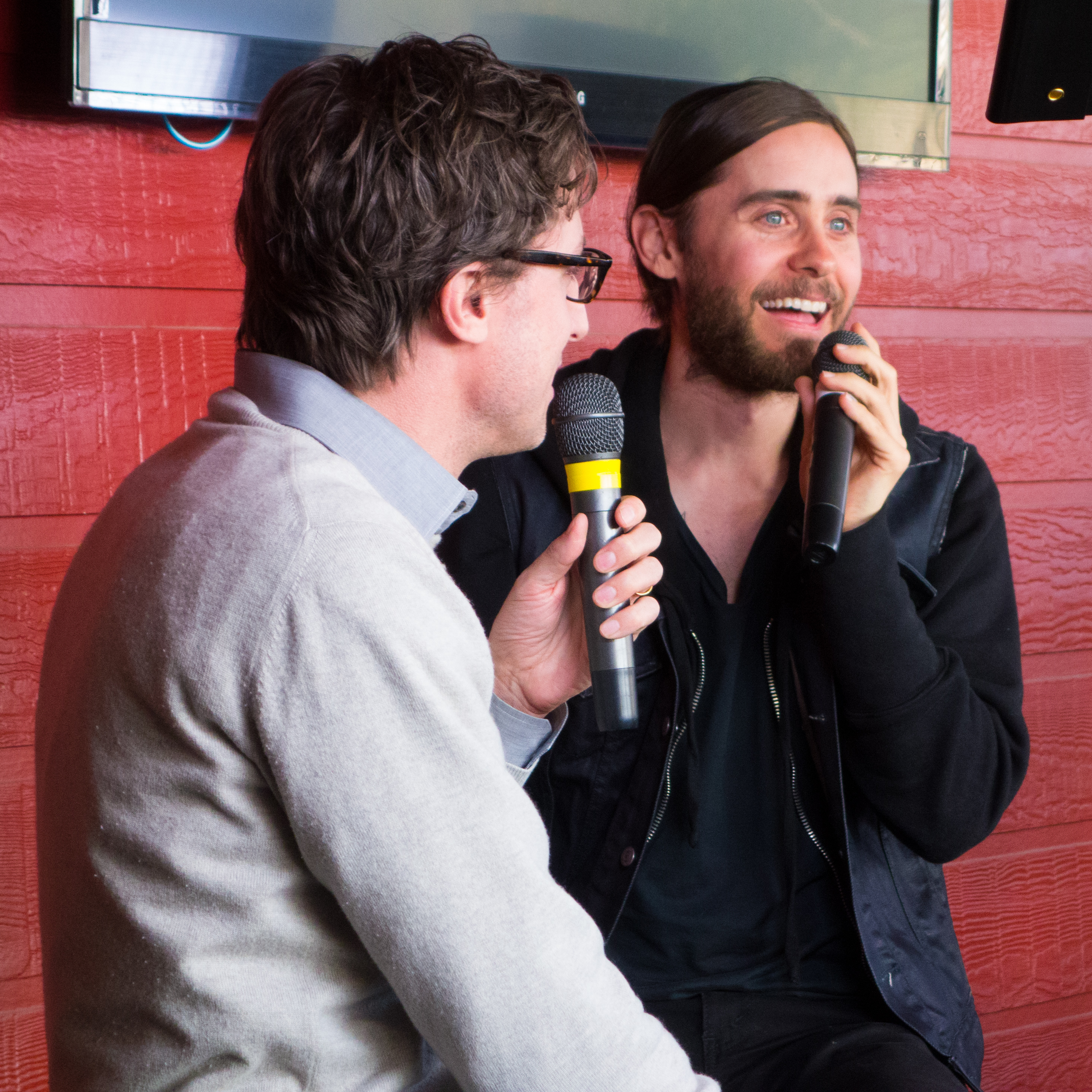
Jared Leto la SXSW, în Austin, Texas, SUA, 2013

## Filmografie
| An   | Titlu                                     | Rol                     | Note                       |
| ---- | ----------------------------------------- | ----------------------- | -------------------------- |
| 1995 | How to Make an American Quilt             | Beck                    |                            |
| 1996 | The Last of the High Kings                | Frankie Griffin         | Altă denumire Summer Fling |
| 1997 | Prefontaine                               | Steve Prefontaine       |                            |
| 1997 | Switchback                                | Lane Dixon              |                            |
| 1998 | Basil                                     | Basil                   |                            |
| 1998 | Legendele orașului                        | Paul Gardener           |                            |
| 1998 | The Thin Red Line                         | Second Lieutenant Whyte |                            |
| 1999 | Black and White                           | Casey                   |                            |
| 1999 | Fight Club                                | Angel Face              |                            |
| 1999 | Girl, Interrupted                         | Tobias "Toby" Jacobs    |                            |
| 2000 | American Psycho                           | Paul Allen              |                            |
| 2000 | Requiem for a Dream                       | Harry Goldfarb          |                            |
| 2000 | Sunset Strip                              | Glen Walker             |                            |
| 2001 | Sol Goode                                 | Rock Star Wannabe       | Necreditat                 |
| 2002 | Highway                                   | Jack Hayes              |                            |
| 2002 | Panic Room                                | Junior                  |                            |
| 2002 | Phone Booth                               | Actor                   | Cameo, Necreditat          |
| 2004 | Alexander                                 | Hephaestion             |                            |
| 2005 | Hubert Selby Jr: It'll Be Better Tomorrow | Rolul său               | Film documentar            |
| 2005 | Lord of War                               | Vitaly Orlov            |                            |
| 2006 | Lonely Hearts                             | Raymond Fernandez       |                            |
| 2007 | Chapter 27                                | Mark David Chapman      |                            |
| 2009 | Mr. Nobody                                | Nemo Nobody             |                            |
| 2011 | TT3D: Closer to the Edge                  | Narator                 |                            |
| 2013 | Dallas Buyers Club                        | Rayon                   |                            |
| 2016 | Suicide Squad                             | Joker                   |                            |

| An   | Titlu                | Note           |
| ---- | -------------------- | -------------- |
| 2006 | "The Kill"           | Videoclip      |
| 2006 | "From Yesterday"     | Videoclip      |
| 2008 | "A Beautiful Lie"    | Videoclip      |
| 2009 | "Kings and Queens"   | Videoclip      |
| 2010 | "Closer to the Edge" | Videoclip      |
| 2010 | "Hurricane"          | Videoclip      |
| 2011 | Artifact             | Post-producție |
| 2013 | "Do or Die"          | Videoclip      |

| An   | Titlu      | Note                |
| ---- | ---------- | ------------------- |
| 2001 | Sol Goode  | Co-producător       |
| 2007 | Chapter 27 | Producător executiv |
| 2011 | Artifact   | Post-producție      |

| An         | Titlu                 | Rol             | Note                              |
| ---------- | --------------------- | --------------- | --------------------------------- |
| 1992– 1993 | Camp Wilder           | Dexter          | 2 episoade                        |
| 1993       | Almost Home           | Rick Aiken      | Episodul: "The Fox and the Hound" |
| 1994– 1995 | My So-Called Life     | Jordan Catalano | 19 episoade                       |
| 1994       | Rebel Highway         | Michael         | Episodul: "Cool and the Crazy"    |
| 1994       | Cool and the Crazy    | Michael         | Film de televiziune               |
| 1998       | Wild Life Adventures  | Rolul său       | Episodul: "Alaska's Bush Pilots"  |
| 2003       | Player$               | Rolul său       | Episodul: "Posehn, Papa and Mars" |
| 2003       | Hollywood High        | Rolul său       | Film documentar                   |
| 2006       | The Armenian Genocide | Narrator        | Film documentar                   |